# Paraleptynia fosteri
Paraleptynia fosteri är en insektsart som beskrevs av Andrew Nelson Caudell 1904. Paraleptynia fosteri ingår i släktet Paraleptynia och familjen Heteronemiidae. Inga underarter finns listade i Catalogue of Life.